# Mézières-en-Brenne
Mézières-en-Brenne là một xã ở tỉnh Indre khu vực trung bộ Pháp. Xã này có diện tích 57,57 km², dân số thời điểm năm 1999 là 1160 người. Khu vực này có độ cao trung bình 90 mét trên mực nước biển.

## Lien ket ngoai
- Brenne Regional Natural Park website